# Cornus nuttallii
Espèce
Classification APG III (2009)
Le Cornouiller du Pacifique (Cornus nuttallii) est une espèce de Cornouiller originaire de l'ouest de l'Amérique du Nord.

## Habitat

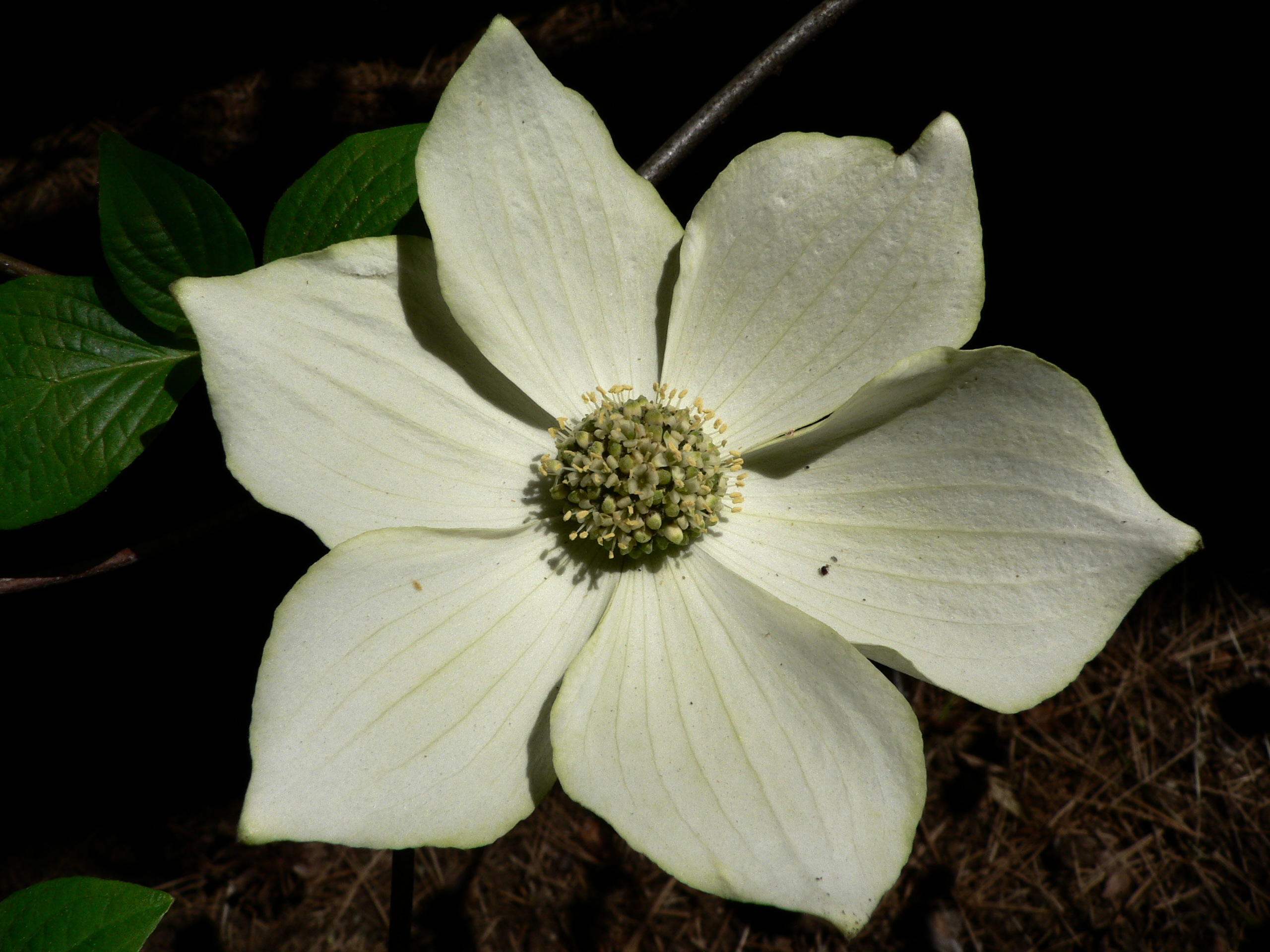
Floraison.

Au sud, l'arbre est présent dans les régions montagneuses de la Californie. Au nord, il est présent jusqu'en Colombie-Britannique au Canada dans les zones de basses altitudes.

## Description
L'arbre peut atteindre une taille de 5 à 20 mètres.
Les feuilles sont simples, de forme ovale, opposées, 8-12 cm de long pour 5-8 cm de large. 
Le cornouiller de Nuttall fait partie des cornouillers à fleurs, ceux que l’on plante pour leur belle floraison vernale.
Les inflorescences sont prises de loin pour de grandes fleurs. De grandes bractées blanches, souvent 6, qui font jusqu'à 20cm de long, imitent les pétales et entourent le cœur. Celui-ci est composé d’une ombelle de petites fleurs à 4 pétales vert-jaune, 4 étamines et 2 carpelles.
Chaque fleur fécondée peut devenir un fruit, une drupe. Groupées de 2 à 10, ces drupes sont parfois soudées. Comestibles, elles ne sont pas très agréables au goût.
L'arbre est très sensible à l'anthracnose, maladie cryptogamique provoquée par le champignon Discula destructiva. Sa fleur est l'emblème floral de la province canadienne de Colombie-Britannique.